# Paul Atreides
Paul Atreides (conocido más tarde como Muad'Dib) es un personaje ficticio de la serie de ciencia ficción Dune creada por Frank Herbert. Es uno de los personajes principales de las novelas de la serie Dune, El mesías de Dune e Hijos de Dune. Aparece también en las novelas que concluyen la serie, Cazadores de Dune y Gusanos de arena de Dune, de Brian Herbert y Kevin J. Anderson.

## Sobre el personaje
Paul es hijo de Leto Atreides, duque de Caladan y de la Dama Jessica, concubina del duque, que posee un adiestramiento Bene Gesserit. Jessica es hija del Barón Vladimir Harkonnen, enemigo mortal de Leto y quien le quitará la vida en Arrakis.
La orden Bene Gesserit ordena a Jessica concebir una hija con el duque; sin embargo, su amor por Leto la impulsa a concebir el varón que su amado siempre quiso. Al hacer esto, Jessica alberga la esperanza de dar a luz al Kwisatz Haderach, el Bene Gesserit macho que tanto espera su hermandad, y que podrá llegar a todos los rincones de la presciencia.

### Dune
En la novela, Paul Atreides ha vivido su infancia en Caladan junto a sus preciados maestros: Duncan Idaho, Gurney Halleck, Thufir Hawat y el doctor Suk Wellington Yueh hasta los 15 años, cuando los Atreides son trasladados por el Emperador a fiscalizar el comercio de la especia en Arrakis. Pero esta orden no es más que una trampa urdida por el barón Vladimir Harkonnen y el Paddishah Emperador Shaddam IV para eliminar a los Atreides de las casas del Landsraad.
Al poco tiempo, tras la traición de Yueh, las fuerzas Atreides son eliminadas casi en su totalidad, con bajas tan importantes como Duncan Idaho y el mismísimo Duque Leto. Solo Paul y Jessica pueden escapar a la masacre, internándose en el desierto. Allí son cobijados por los Fremen, quienes ven a Paul como el Mesías que guiará a su pueblo; a lo largo de la trama, Paul se convierte paulatinamente en el Kwisatz Haderach, debido sobre todo a la saturación de especia en el planeta. También conoce allí a su amante, Chani, que será madre de sus hijos y su compañera de ahí en adelante.
Con el tiempo, Paul se convierte por derecho propio en el líder Fremen, guiándoles en una revolución contra los Harkonnen y el Emperador, mientras sus poderes aumentan día a día. Pero no es suficiente: debe descubrir si es el Mesías o no, y pasa por el Agonía de la especia para confirmarlo. Esto lo lleva a tomar el agua de la vida, cayendo en coma durante una semana.
Al despertar, Paul (ya como el Kwisatz Haderach) lleva a los Fremen a enfrentarse en una última y épica batalla contra el Emperador y el Barón. Matan a su primer hijo. Tras la triunfante revuelta, Paul fuerza al Emperador a consentir su matrimonio con su hija mayor Irulan Corrino y a retirarse a Salusa Secundus, lo que le lleva al trono imperial, desde donde desatará la Jihad de Muad'Dib por el Universo.

### El Mesías de Dune
Con los años, la figura religiosa de Muad'Dib ha superado a la de Paul, el Emperador, lo que lo lleva a un paulatino cansancio. Intriga tras intriga, conspiración tras conspiración, y la falta de un heredero, comenzarán a hacer mella en el trono. Por lo mismo, la llegada de Hayt, el primer Ghola de Duncan Idaho como regalo de la Bene Tleilax, será un hecho revitalizante para su vida. Lo que no sospecha es que todo es un maquiavélico plan para chantajearlo tras la muerte de Chani, quien antes de morir dará a luz a Leto II y Ghanima, sus dos hijos y futuros emperadores del Universo. Ciego tras un atentado contra su vida, con Chani muerta y evitando convertirse en el foco mesiánico al que estaba encaminado, decide internarse en el desierto a morir por las leyes Fremen, que no permiten ciegos en la comunidad

### Hijos de Dune
Años después, cuando el Imperio es regido por su hermana Alia Atreides, Paul ha sobrevivido, capturado por contrabandistas del Sietch Jacurutu para utilizarlo como presciente. Volverá como El Predicador a desprestigiar al Imperio de Alia. En esta última etapa de su vida, Paul se rencontrará con su hijo Leto II por última vez en el desierto, tras su fusión con las truchas de arena. Paul le reprochará su decisión explicando por qué él no lo hizo: la Senda de Oro le habría alejado de su amada Chani, y le habría conducido a la soledad. Pero ya es tarde y no hay reproche que valga para Leto II.
Así, sumido en el dolor de la decisión de su hijo, lo ayudará por última vez como elemento distractor el día del matrimonio de Ghanima. Encontrará la muerte a manos de uno de sus mismos sacerdotes fanáticos. Su muerte asentará aún más el poder de Leto II como Dios Emperador, alegando ante sus fieles tener el agua de Muad'Dib.

### Dios Emperador de Dune
Tres mil quinientos años después, la personalidad de Paul aún se encuentra entre las Otras Memorias de su hijo Leto II, Dios Emperador de Dune. En un momento dado, Leto permite a la personalidad de Paul hablar a través de él.

### Casa Capitular Dune
Se menciona en Casa Capitular Dune, última novela de la saga, que células de Paul, así como de otros personajes del tiempo de Muad'dib, se encuentran contenidas en una cápsula de stasis alojada en el pecho de Scytale, el tleilaxu refugiado-prisionero de las Bene Gesserit.

### Cazadores de Dune
En Cazadores de Dune, primera parte de la secuela de la saga, gholas de Paul Atreides y Chani, así como otros personajes de la saga original, son desarrollados a partir de las células guardadas por Scytale, con objeto de utilizar sus dotes excepcionales en la batalla contra las máquinas pensantes.

### Gusanos de arena de Dune
En Gusanos de arena de Dune, conclusión de la saga, tanto las máquinas pensantes como la humanidad quieren tener de su parte al Kwisatz Haderach que pueda decidir la batalla final, el kralizec, a su favor. Para ello las Bene Gesserit, a partir de las células guardadas por Scytale, crean un ghola de Paul Atreides, potencial Kwisatz Haderach. Pero las máquinas pensantes también crean su propio ghola, Paolo, a partir de una antigua daga utilizada para intentar matar a Paul.